# Monomma puncticolle
Monomma puncticolle es una especie de coleóptero de la familia Monommatidae. Presenta las siguientes subespecies:
- Monomma puncticolle basale
- Monomma puncticolle puncticolle

## Distribución geográfica
Habita en Zanzíbar (Tanzania).